# 144303 Mirellabreschi
144303 Mirellabreschi este un asteroid din centura principală de asteroizi.

## Descriere
144303 Mirellabreschi este un asteroid din centura principală de asteroizi. A fost descoperit pe 16 februarie 2004 la San Marcello Pistoiese de Luciano Tesi și Giancarlo Fagioli. Asteroidul prezintă o orbită caracterizată de o semiaxă mare de 2,60 ua, o excentricitate de 0,06 și o înclinație de 11,9° în raport cu ecliptica.